# Masaya Shibayama
Masaya Shibayama (柴山 昌也, Shibayama Masaya), né le 2 juillet 2002 à Gunma au Japon, est un footballeur japonais évoluant au poste d'ailier droit au Cerezo Osaka.

## Biographie

### Omiya Ardija
Né dans la préfecture de Gunma au Japon, Masaya Shibayama commence le football au Takasaki FC Nakagawa puis formé par l'Omiya Ardija. En octobre 2020 il est promu en équipe première.
Il fait ses débuts en professionnel le 2 décembre 2020, lors d'un match de championnat face au Ehime FC. Il entre en jeu et les deux équipes se neutralisent (3-3 score final).
Shibayama inscrit son premier but en professionnel le 28 février 2021, à l'occasion de la première journée de la saison 2021 de deuxième division japonaise face au Mito HollyHock. Il entre en jeu et marque le but égalisateur de son équipe, qui s'impose finalement par deux buts à un,.

### Cerezo Osaka
Le 28 juillet 2023, Masaya Shibayama signe en faveur du Cerezo Osaka.
Il joue sa première rencontre de J1 League, la première division japonaise, le 6 août 2023 contre le FC Tokyo. Il entre en jeu à la place et son équipe s'incline est battue par un but à zéro.
Shibayama marque son premier but pour le Cerezo Osaka le 16 mars 2024 contre le Sagan Tosu, en championnat. Il marque seulement une minute après son entrée en jeu à la place de Vitor Bueno et contribue ainsi à la victoire de son équipe par deux buts à zéro.